# NGC 4727
NGC 4727 este o galaxie spirală situată în constelația Corbul. A fost descoperită în 8 februarie 1785 de către William Herschel.